# Xylotoloides huttoni
Xylotoloides huttoni – gatunek chrząszcza z rodziny kózkowatych i podrodziny zgrzypikowych. Jedyny przedstawiciel rodzaju Xylotoloides.

## Zasięg występowania
Gatunek ten występuje w Nowej Zelandii.